# نونانویل اکسی‌بنزن‌سولفنات سدیم
نونانویل اکسی‌بنزن‌سولفنات سدیم (به انگلیسی: Sodium nonanoyloxybenzenesulfonate) یک ترکیب شیمیایی با شناسه پاب‌کم ۱۷۴۸۲۲ است.